# Resolutie 1105 Veiligheidsraad Verenigde Naties
Resolutie 1105 van de Veiligheidsraad van de Verenigde Naties werd unaniem door de VN-Veiligheidsraad aangenomen op 9 april 1997. De resolutie hield de afslanking van de UNPREDEP-operatie in Macedonië tijdelijk tegen. Op dat moment was in buurland Albanië chaos uitgebroken.

## Achtergrond
In 1980 overleed de Joegoslavische leider Tito, die decennialang de bindende kracht was geweest tussen de zes deelstaten van het land. Na zijn dood kende het nationalisme een sterke opmars, en in 1991 verklaarde onder meer Macedonië zich onafhankelijk. In tegenstelling tot andere delen van Joegoslavië bleef het er vrij rustig, tot 2001, toen Albanese rebellen in het noorden, aan de grens met Kosovo, in opstand kwamen. Daarbij werden langs beide zijden grof geweld gebruikt, en stond het land op de rand van een burgeroorlog. De NAVO en de EU kwamen echter tussen, en dwongen een akkoord af.

## Inhoud
De Veiligheidsraad:
- Herinnert aan resolutie 1082.
- Bevestigt de onafhankelijkheid, soevereiniteit en territoriale integriteit van Macedonië.
- Overwoog de aanbevelingen in de brief van secretaris-generaal.

1. Besluit de afslanking van het militaire component van UNPREDEP op te schorten tot het einde van het lopende mandaat op 31 mei.
2. Verwelkomt de hernieuwde inzet van UNPREDEP.
3. Vraagt de secretaris-generaal tegen 15 mei aanbevelingen te doen over de volgende internationale aanwezigheid in Macedonië.
4. Besluit op de hoogte te blijven.

## Verwante resoluties
- Resolutie 1103 Veiligheidsraad Verenigde Naties
- Resolutie 1104 Veiligheidsraad Verenigde Naties
- Resolutie 1107 Veiligheidsraad Verenigde Naties
- Resolutie 1110 Veiligheidsraad Verenigde Naties

Lijst ·  1093 ·  1094 ·  1095 ·  1096 ·  1097 ·  1098 ·  1099 ·  1100 ·  1101 ·  1102 ·  1103 ·  1104 ·  1105 ·  1106 ·  1107 ·  1108 ·  1109 ·  1110 ·  1111 ·  1112 ·  1113 ·  1114 ·  1115 ·  1116 ·  1117 ·  1118 ·  1119 ·  1120 ·  1121 ·  1122 ·  1123 ·  1124 ·  1125 ·  1126 ·  1127 ·  1128 ·  1129 ·  1130 ·  1131 ·  1132 ·  1133 ·  1134 ·  1135 ·  1136 ·  1137 ·  1138 ·  1139 ·  1140 ·  1141 ·  1142 ·  1143 ·  1144 ·  1145 ·  1146